# جون بيكر (سياسي أمريكي، مواليد 1937)
جون بيكر (بالإنجليزية: John Baker) هو لاعب كرة قدم أمريكية وشريف وسياسي أمريكي، ولد في 10 يونيو 1937 في رالي في الولايات المتحدة، وتوفي بنفس المكان في 31 أكتوبر 2007. نشط حزبياً في الحزب الديمقراطي.

## وصلات خارجية
- جون بيكر (سياسي أمريكي، مواليد 1937) على موقع مرجع كرة القدم المحترفة.كوم (الإنجليزية)
- جون بيكر (سياسي أمريكي، مواليد 1937) على موقع قاعة كارولاينا الشمالية للمشاهير الرياضية (الإنجليزية)